# Tom et Jerry : La Course de l'année
Pour les articles homonymes, voir Tom et Jerry (homonymie).
Pour plus de détails, voir Fiche technique et Distribution.
Tom et Jerry : La Course de l'année (Tom and Jerry : The Fast and the Furry) est un film d'animation américain réalisé par Bill Kopp et sorti en 2005. Il met en scène les personnages Tom le chat et Jerry la souris.

## Synopsis
Sans toit après avoir détruit la maison qui les abritait, Tom et Jerry décident de participer à un programme télévisé dont le premier prix sera une maison : Fabulous Super Race. Il s'agit d'une course automobile à travers le monde avec des candidats sans scrupules. Chacun de son côté, ils construisent une voiture à partir de pièces détachées trouvées dans une casse. Les candidats sont les suivants : Steed avec son staff, Grand-mère accompagné de son chien Squirty, Gorthan le chevalier des ténèbres, Super Maman, le docteur professeur ainsi que Tom et Jerry. Mais, qui sera le grand gagnant ?...

## Fiche technique
- Titre original : Tom and Jerry : The Fast and the Furry
- Titre français : Tom et Jerry : La Course de l'année
- Réalisation : Bill Kopp
- Scénario : Bill Kopp d'après une histoire de Joseph Barbera
- Montage : Julie Ann Lau
- Musique : Nathan Wang
- Production : Stephan Fossatti
- Production associée : Diane Crea
- Production exécutive : Keith Littler et Sander Schwartz
- Société de production : Warner Bros. Animation, Tring International PLC
- Société de distribution : France 2
- Pays d’origine : États-Unis
- Langue originale : Anglais
- : Animation, comédie
- Durée : 100 minutes
- Dates de sortie :  France : 11 octobre 2005

## Distribution

### Voix originales
- Jeff Bennett : Steed / Annonceur de Télévision
- Charlie Adler : Grammy
- John DiMaggio : JW / Spike
- Jess Harnell : Buzz Blister / Réalisateur
- Tom Kenny : Gorthan / Baleine
- Bill Kopp : Tom / Frank
- Tress MacNeille : Soccer Mom / Maitresse / Fille de tournée
- Rob Paulsen : Irving / Dave
- Billy West : Biff Buzzard / Squirty / Le président d'Hollywood
- Neil Ross : Dr. Professeur / Directeur
- Thom Pinto : Voix d'ordinateur / Garde
- J. Grant Albretch : Clown / Garde de Sécurité

### Voix françaises
- Bernard Métraux : Buzz Blister
- Michel Vigné : Biff Buzzard, JW
- Bruno Carnat
- Jacques Ciron : Gorthan, Frank, le docteur professeur
- Guillaume Lebon : Steed
- Pascal Casanova : Dave
- Dorothée Jemma : Tour de ville
- Patricia Legrand : La maîtresse de Tom et Jerry, la dame, la football de maman
- Danièle Hazan : Grammy
- Christian Gaitch : Le réalisateur, le président d'Hollywood, le directeur